# Gymnometriocnemus lobifer
Gymnometriocnemus lobifer är en tvåvingeart som först beskrevs av Freeman 1959.  Gymnometriocnemus lobifer ingår i släktet Gymnometriocnemus och familjen fjädermyggor. Inga underarter finns listade i Catalogue of Life.